# Alphée Dubois
Alpée Dubois (1831 — 1905) foi um escultor e gravador francês.
Foi um gravador de medalhas, filho de Joseph Eugène Dubois (1795-1846) também gravador de medalhas.
Alphée ganhou um prêmio de viagem a Roma em 1855 para onde se mudou e viveu até 1859. No Museu des Monnaies há um óleo sobre tela realizado por E. Delaunay com o retrato de Alphée datado de 1859.